# 機動戦士ガンダム ククルス・ドアンの島
『機動戦士ガンダム ククルス・ドアンの島』（きどうせんしガンダム ククルス・ドアンのしま）は、2022年6月3日公開のサンライズ制作による日本のアニメーション映画。ロボットアニメ『機動戦士ガンダム』の荒木芳久脚本による第15話「ククルス・ドアンの島」のリメイク作品である。根元歳三脚本、安彦良和監督。
松竹系で全国公開された。Dolby Cinema（ドルビーシネマ）、4DX版も同時公開。
キャッチコピーは「ガンダム、再び大地に立つ」「おかえり、ホワイトベース隊」「ガンダムよ、このザクを倒せるか。」

## 作品解説
『機動戦士ガンダム』テレビシリーズのエピソードの一つである「ククルス・ドアンの島」をモチーフに制作された劇場用アニメーション作品。いわゆる「ファーストガンダム」の新作映画としては、1982年公開の映画『機動戦士ガンダムIII めぐりあい宇宙（そら）編』以来、およそ40年ぶりの劇場公開となった。主題歌には森口博子が起用された。

### 制作
2021年9月15日、バンダイナムコグループの「ガンダムプロジェクト」より、「第2回ガンダムカンファレンス」が開催され、実物大νガンダム立像の計画や『機動戦士ガンダム 水星の魔女』などと共に本企画が発表された。当初、漫画『機動戦士ガンダム THE ORIGIN MSD ククルス・ドアンの島』の映画化なのではないかと考察するファンも多かったが、『ガンダムエース』2021年12月号の安彦へのインタビューで否定された。
安彦は、本作を作ろうと考えて自ら提案したのはMSD版がきっかけと述べており、「題名は同じだけど話は全然違う。だったら元のリメイクを俺はやりたいという気になったんです」と語り、制作においてMSD版が直接の動機になったと述べている。
安彦は、漫画『機動戦士ガンダム THE ORIGIN』が終了した今、単発エピソードならば映画の企画が通ると考え、サンライズ現社長の浅沼誠と前社長の宮河恭夫が同席した場で企画意図を説明すると、あっさりと了承された。これについて安彦は「ガンダムナンバーですからね。べらぼうな映画作りをしなければ、そこそこ会社に貢献できることは分かっています。だからあっさりOKを頂けたんだと思います」と語っている。
制作当時は、CGよりも手描きの方がコストが高くなっており、制作部長の提案でメカ作画はすべてCGで描かれている（安彦がCGに不得手であるため、修正の類はあまり行われなかった）。CG制作は『機動戦士ガンダム 閃光のハサウェイ』と同様にYAMATOWORKSへ発注され、同社所属の森田修平の提案で、2次元的表現の3次元映像が考案された。
ドアン専用ザクについては、メカニカルデザインを担当したカトキハジメが原典のまま鼻長にしようと提案したところ、安彦に「冗談じゃない、作画が崩れる」と反対された。しかし、カトキが「それにこだわっているファンもいるんです」と安彦を説得したうえ、エグゼクティブプロデューサーの小形尚弘も「異形のザクなんですよ」と賛同したため、カトキ案が採用されることになった。また、総作画監督の田村篤も「ドアンのザクはやっぱり石を投げないと」と、原典へのこだわりに執心していたという。
タイトルについては、安彦から「今回は『THE ORIGIN』ではない」との意見が出され、原典をテレビ版の第15話とし、そのリメイクであることを意識したものとなったが、安彦は「『THE ORIGIN』と繋げようとすれば繋がる。『THE ORIGIN』を認めない人にも楽しんで貰いたいので敢えて謳っていない」とコメントしている。そうしたことから「THE ORIGIN」という名称は作品名には入っていない。
テレビ版ではドアンのもとにいる子供が4人だったのに対し、本作では20人に増やし、ドアンが生活臭のあるより優しいキャラクターになるようにしたという。また、安彦は本作に出演した古谷徹や武内駿輔との対談で「ガンダムの映像を作るのは本作が最後となる」とも述べている。安彦はこのほか、これで「ファーストガンダムに思い残すことはなくなった」といい、映画ではテレビ版よりモビルスーツ (MS) の活躍場面を増やしており、任侠映画でいえばガンダムは鶴田浩二、ククルス・ドアンのザクは池部良のイメージと語っている。
前述の通り『THE ORIGIN』を謳っているわけではないが、時系列や設定などは『THE ORIGIN』に準拠している。ドアンのようなエピソードは厭戦気分が高まってからの話であるだろうと、ジャブロー戦とオデッサ戦の間に変更されている。MSの設定も踏襲し、キャストは同作のアニメ版のものが反映されている。

## あらすじ
序盤
宇宙世紀0079年（U.C.0079）、地球連邦軍は自治権を求めるジオン公国との戦争に突入し、世界総人口の半分が消失するほどの激戦を繰り広げていた。本部であるジャブローへの奇襲を辛くも切り抜けた連邦軍や、戦いに巻き込まれたアムロたちホワイトベースの面々は、ジオンの地球進攻軍本拠地であるオデッサを目指していた。
ジオンの反撃に際して万全を期すべく補給を受けるため、ホワイトベースは停泊中のラス・パルマスからベルファストを経由することを決めていたが、そうした最中に突然、「無人島・アレグランサ島の残敵を叩け！」という内容の指令が艦長ブライトに下る。
ホワイトベースから派遣されたMS隊が調査を始めると、その島には謎の子供たちが暮らしており、さらには1機のザクが潜伏していた。旧型とは思えない動きのザクとの戦闘に苦戦し、ガンダムは崖の崩落に巻き込まれてアムロは気を失ってしまう。
中盤
アムロが目を覚ますと、そこにはククルス・ドアンという謎の大男と子供たちの姿がいた。アムロは島でドアンや子供たちと生活を共にしながら、ドアンによって隠されたガンダムを探すため、島をあてもなく捜索する。だがその頃、ホワイトベースでは調査任務の打ち切りと出航が命じられる。
さらに、ジオン軍の精鋭MS部隊サザンクロス隊が、島の秘密に関わる任務のため島へと派遣される。サザンクロス隊は、かつてドアンが所属し隊長を務めていた隊であり、現隊長であるエグバ・アトラーは脱走したドアンをひどく憎んでいた。
ガンダムを探すアムロは、崖下で地下ドック施設を見つけ、そこで「ガンダムのパイロットとなり島を守りたい」という少年マルコスと取っ組み合いになる。だが、その後にアムロが灯台の電気を直したことから子供たちに感謝され、マルコスとも和解する。
終盤
そんな中、ブライトは口実を作って出航を遅らせ、それに示し合わせてホワイトベース隊がアムロ捜索に再上陸するが、彼らはサザンクロス隊と遭遇し戦闘を開始する。ドアンは、彼らを島から退けるべく旧型ザクに乗り込み、高機動ザクをも上回る操縦技術を見せ、次々にサザンクロス隊の元同僚たちを駆逐していく。一方、アムロもガンダムに乗り込み、地下ドックに侵入したサザンクロス隊の別動隊を撃破する。
最後に残ったエグバの隊長機によって、ザクの片腕を破壊され追い込まれたドアンだったが、そこにアムロの駆るガンダムが現れ、エグバ機はガンダムのビームサーベルによって倒される。その直後、マ・クベ将軍の命令で、島の地下に隠されていたジオン軍の弾道ミサイルが発射されるが、ドアンの事前の工作によってミサイルは自爆する。
エピローグ
「ドアンとアムロがいれば戦争なんて怖くない」とはしゃぐ子供たちに、ドアンは「戦争は怖いものだ」と諭す。そんなドアンに、アムロは「あなたの身体に染み付いている戦争の匂いが、戦いを引き寄せるんじゃないでしょうか？ それを消させてください」と告げ、ガンダムでザクを海中に沈める。その後、アムロたちが戻ったホワイトベースは、当初の予定どおり補給を受けるため、ベルファストへ飛び立つのだった。

## 登場人物

### 原作からの登場人物
テレビアニメ『機動戦士ガンダム』が初出の登場人物。詳細はリンク先を参照。
- アムロ・レイ - 古谷徹[17]
- ククルス・ドアン - 武内駿輔[18]

ホワイトベース乗員
- ブライト・ノア - 成田剣[17]
- ミライ・ヤシマ - 新井里美[17]
- セイラ・マス - 潘めぐみ[17]
- カイ・シデン - 古川登志夫[17]
- ハヤト・コバヤシ - 中西英樹[17]
- フラウ・ボゥ - 福圓美里[17]
- スレッガー・ロウ - 池添朋文[17]
- カツ・ハウィン - 朝井彩加[19]
- レツ・コ・ファン - 潘めぐみ[19]
- キッカ・キタモト - 新井里美[19]
- ジョブ・ジョン - 近藤隆[19]
- オムル・ハング - 富岡泰崇[19]
- オスカ・ダブリン - 江口拓也[19]
- マーカー・クラン - 河本啓佑[19]
- ハロ - 新井里美[19]

その他地球連邦軍
- ヨハン・イブラヒム・レビル - 中博史[13]
- エルラン - 白熊寛嗣[13]
- ゴップ - 楠見尚己[13]
- テム・レイ - 坂口候一[注 2]

ジオン公国軍
- マ・クベ - 山崎たくみ[13]
- ウラガン - 保村真[13]
- シャア・アズナブル - 池田秀一[20][注 2]

民間人
- カマリア・レイ - 幸田夏穂[注 2]

### 本作オリジナルの登場人物
英文表記は公式ウェブサイトによる。

#### ホワイトベース乗員
オルセン (Olsen)
声 - 松本健太
階級は兵長。ガンペリーのパイロットで、ガンダムらを島まで運ぶ。
小説版によれば、ノルウェー出身。
リツマ (Ritsma)
声 - 川田紳司
階級は少尉。ホワイトベースの副操縦士。
漫画『THE ORIGIN』でも同名のキャラクターが登場するが、そちらは女性の通信士である。
バーバラ (Barbara)
声 - 朝井彩加
女性、階級は曹長。通信士のひとり。
ハン (Han)
眼鏡をかけている。艦内のモニターを常時監視する。

#### その他地球連邦軍
エド・クライン
声 - 小西克幸
名前は小説版により（映画でのクレジットは「参謀」）、階級は中佐。ブライトに高圧的な態度で、統合司令部からの命令を振りかざす。
小説版によれば、最初の命令を伝える際にドラゴン・フライに搭乗してホワイトベースに出向いている。

#### サザンクロス隊
ドアンがかつて所属していたジオン公国軍精鋭部隊。それぞれカスタマイズされた高機動型ザク（地上用）に搭乗する。
小説版によれば、傭兵であったドアンとエグバが宇宙世紀0075年に特殊任務の功績によってジオン共和国の正規軍人として任官し、MSのテスト・パイロット部隊として編制されたのが始まりで、部隊名は教会の孤児院で育ったドアンの発案による。0079年の緒戦では遊撃部隊としてサイド2侵攻作戦に参加、ブリティッシュ作戦でもGGガスを積載した接合ユニットの護衛の任に就く。その後は地球侵攻軍に配属され、半年後にドアンが最前線から逃亡する。
エグバ・アトラー (Egba Atler)
声 - 宮内敦士
階級は大尉。ドアンに替わって隊長となる。ひとり脱走したドアンを激しく憎む。
小説版によれば、傭兵時代のドアンの相棒であり、最後の仕事の際にお互い残った1発の銃の弾丸を交換し、いつか自分か互いの命のために使おうと約束する。
また小説版では、撃破されたザクから右腕を失いながらも脱出しており、ドアンと上記の銃弾による決闘をおこなう。結果ドアンの肩を負傷させるが、ドアンは空砲を使っていた。激昂したエグバはドアンの目の前に銃口を突き付けるが、最期は自分のこめかみを撃ち抜いて自害する。
ウォルド・レン  (Wald Ren)
声 - 上田燿司
副隊長で、階級は中尉。狙撃手を担当。
セルマ・リーベンス (Selma Livens)
声 - 伊藤静
唯一の女性隊員で、階級は曹長。20代後半。小説版によれば、見た目とは裏腹に中国武術など格闘術全般の心得がある。
父は軍属であったが、訓練中に爆弾処理を誤って片足を失い酒浸りとなって家族に暴力を振るうようになり、母は耐え切れず発狂。セルマが16歳のとき、父を彼自身の軍用拳銃で射殺して投獄される。未成年であったこともあり、軍の特殊工作員になることを条件に懲役20年から8年に減刑されて軍務に就く。
ドアンに誘われてサザンクロス隊に入隊、隊長のドアンに憧れをいだき、ドアンが自分の家族を失ったことを知り意気消沈しているときに一度だけ一夜をともにしている。しかし、脱走後のドアンがふたたび「家族」を作ったことに怒り、殺すことでドアンを手に入れようとする。
また小説版では、「ザクの幽霊」の噂を聞きつけ、作戦命令より前（映画の物語開始直前）に通信社の記者と偽って島に潜入している。ドアンにも会っており、島から離れるよう忠告する。
ユン・サンホ (Yun Sangho)
声 - 遊佐浩二
階級は曹長。30代前半。
小説版によれば、工学大卒でシステム・エンジニアとしても優れる。
ダナン・ラシカ (Danan Rashica)
声 - 林勇
階級は伍長。左頬にトカゲのタトゥーを入れている。部隊に志願して編入されるが、その動機は「ククルス・ドアンがどれだけ強いのか見てみたい」というものであった。実際にククルス・ドアンと対峙した際には、その圧倒的な強さに歓喜し、また戦闘の末に撃破された最期の瞬間でさえ、恍惚の表情を浮かべながら爆死する。
小説版によれば、前の部隊で隊長の鼻を噛みちぎったらしく、その噂を吹聴していた整備士の目を潰して重傷を負わせる残虐な面も見せている。

#### 島の子供たち
カーラ (Cara)
声 - 廣原ふう
16歳の女の子。子供たちの母親代わりとなる。
小説版によれば、スペインの片田舎にある病院のひとり娘で、母を早くに亡くしてからは学校に行くかたわら父の仕事を手伝う。ジオン軍の地球侵攻により村が連邦軍の野戦病院となり、看護師として働く。ある日、村にジオン軍が侵攻してくるという情報が流れ、拷問・凌辱を避けるために院内の毒薬で集団自殺を図ることとなるが、カーラの父はこれを拒否して連邦軍人に射殺される。すべての毒を地面にぶちまけたカーラも射殺されそうになるが、ドアンのザクの出現により一命を取り留める。ドアンの去り際に一緒に来るか問われたカーラは、それに従った。
マルコス (Marcos)
声 - 内田雄馬
カーラと同じ16歳の男の子。年長者であり、アムロに対抗心を抱く。
小説版によれば、半年前は華奢だったが、現在では胸板も厚くなっている。ドアンと初めて会ったときには、北米に侵攻したジオン軍の捕虜として地雷の撤去作業をさせられていた。
アマド (Amado)
声 - 永竹功幸
12歳の男の子。マルコスの弟分。
小説版によれば、島に来る前は最前線で連邦やジオンの兵士の死体から食料や兵装をむしり取っていた。
グイド (Guido)
声 - 佐々木煌将
8歳の男の子。アマドの弟分で魚釣りを担当。
小説版によれば、4か月前に島に連れて来られた時には爆撃で家族を亡くしたショックによる失語症であったが、フリアンの兄代わりに面倒を見た結果、1か月で自分の言葉を話せるようになった。
ホセ (Jose)
声 - 木村皐誠
10歳の男の子。
小説版によれば、マルコスとともに捕虜であった。
タシト (Tacito)
声 - 森谷蓮
8歳の男の子。
小説版によれば、髪の毛を掻き分けると頭部に大きな傷があり、戦時下の記憶が抜け落ちている。
フリアン (Julian)
声 - 吉田奏佑
劇中で7歳の誕生日を迎える男の子。常に赤いキャップを被っている。
小説版によれば、兄の自転車の後ろに乗って戦場を通り抜けているときに爆撃を受け、兄は自転車ごと吹き飛ばされた。
マテオ (Mateo)
声 - 織田海誓
10歳の男の子。眼鏡をかけている。雌ヤギのブランカ (Branca) の世話係で、搾乳を担当。
小説版によれば、戦火の中でひとり本を読みふけっていた。
ロペ (Lope)
声 - 春野杏
4歳の男の子。暗闇を怖がって夜泣きし、ほかの子供を寝不足に導く。マテオとともにブランカの世話係で、搾乳時に逃げないよう押さえるが、止められず逃走を許してしまう。
小説版によればドアンが最初に救出した子供であり、ドアンが破壊したビルの下敷きになって死んだ母親の死体にすがって夜通し泣いていた。
チータ (Tita)
声 - 安藤紬
7歳の女の子だが、年齢よりおさない印象。お絵描きとアイスが好き。
小説版によれば、衣装バッグを盾に路地裏で震えていた。
ドラ (Dora)
声 - 吉澤梨里花
8歳の女の子。おませでお喋りだが、面倒見はよい。
小説版によれば、画家の父が残したパレットナイフでジオン兵から身を守っていた。
ヒセラ (Gisera)
声 - 田村奈央
13歳の女の子。家事・炊事が得意。カーラのよき助手であるしっかり者。
小説版によれば、ジオン軍の捕虜収容所にいたが連邦軍の爆撃機の誤爆により家族を失った。
イネス (Ines)
声 - 種﨑敦美
9歳の女の子。きれい好き。
小説版によれば、ヒセラと同じ境遇。
テレサ (Teresa)
声 - 赤尾ひかる
8歳の女の子。自分の金髪を触る癖がある。
小説版によれば、家族を亡くしてカーラの村の野戦病院にいたところ、現れたドアンのザクに一緒に来るよう誘われた。
ユイ (Huy)
声 - 渋谷彩乃
8歳の女の子。おもにテレサと行動をともにする。
小説版によれば、テレサと同じ境遇であった。
アダ (Ada)
声 - 種﨑敦美
4歳の女の子。ぬいぐるみとカーラの手を片時も離さない。
小説版によれば、ジオン軍に抵抗して射殺された活動家の娘であった。
マルコ (Marco)
声 - 桑原由気
4, 5歳の男の子。おもにダナと行動をともにする。
ダナ (Dana)
声 - 田村奈央
4, 5歳の女の子。マルコの面倒を見る。
ルペ (Lupe)
声 - 桑原由気
6歳の女の子。ピンクのオーバーオールを着ている。
小説版によれば、父親に手を引かれ逃げていたが、ドアンが見つけたときには父の腕だけを引きずって逃げていた。
ダリオ (Dario)
声 - 渋谷彩乃
4, 5歳の男の子。たれ目。

## 登場兵器

### 原作からの登場兵器
地球連邦軍
- RX-78-02 ガンダム
- RX-77-02 ガンキャノン
- RGM-79 ジム
  - スレッガー搭乗機
  - ミサイル・ポッド装備
  - ショルダー・キャノン装備

- コア・ブースター
- ガンペリー
- ホワイトベース
- デッシュ
- ビッグ・トレー級陸戦艇「モルトケ」
- フライ・マンタ

ジオン公国軍
- ルッグン
- ファット・アンクル
- ユーコン
- ガウ（1カットのみ）
- マゼラアタック（1カットのみ）

### 本作オリジナルの登場兵器
地球連邦軍
ゴップ専用艦（ラ・グランパ）
メカニックデザインは安彦のラフをもとに、山根公利が決定稿を描いた。山根は本艦を海上のビッグ・トレー的な存在と位置付け、時代遅れの巨大艦船をオデッサ戦での地上支援のためにもち出したと想定している。
ゴップが座乗する巨大航空母艦。複数の主砲、機関砲のほか、大型対艦ミサイル、対空バルカン砲、マルチ・ミサイル・ランチャーを装備し、フライ・マンタなど艦載機を搭載して圧倒的な大きさを誇る。
ジオン公国軍
MS-06F ドアン専用ザク
ククルス・ドアンが搭乗するザク。ドアンが倒した相手の機体などを用いて補修・改修をおこなっている。
MS-06GD 高機動型ザク（地上用）
サザンクロス隊が運用する機体。隊員それぞれの戦闘スタイルに合わせて異なる武装を装備する。
MS-06R-1A シャア専用高機動型ザクII
アムロが見る夢の中で、シャア・アズナブルが搭乗する。

## スタッフ
- 企画・制作 - サンライズ[27]
- 原作 - 矢立肇[27]、富野由悠季[27]
- 監督 - 安彦良和[27][28]
- 副監督 - イムガヒ[27]
- 脚本 - 根元歳三[27]
- 脚本協力 - 荒木芳久
- 絵コンテ - 安彦良和、イムガヒ
- 演出 - イムガヒ
- キャラクターデザイン - 安彦良和[27]、田村篤[27]、ことぶきつかさ[27]
- メカニカルデザイン - 大河原邦男[27]、カトキハジメ[27]、山根公利[27]
- 総作画監督 - 田村篤[27]
- エフェクト作画監督 - 桝田浩史
- 美術監督 - 金子雄司[27]
- 色彩設計 - 安部なぎさ[27]
- 撮影 - 旭プロダクション
- 撮影監督 - 葛山剛士[27]、飯島亮[27]
- 3DCG - YAMATOWORKS
- 3D演出 - 森田修平[27]
- 3Dディレクター - 安部保仁[27]
- 編集 - 新居和弘[27]
- 音響監督 - 藤野貞義[27]
- 音楽 - 服部隆之[27]
- 配給 - 松竹ODS事業室
- プロデューサー - 福嶋大策、菊川裕之
- 製作 - 浅沼誠
- 企画 - 佐々木新
- エグゼクティブプロデューサー - 小形尚弘
- 製作 - バンダイナムコフィルムワークス[27]

## 主題歌
「Ubugoe」
森口博子による主題歌。作詞は松井五郎、作曲はdoubleglass、編曲は冨田恵一。

## 公開
- 2022年6月3日から劇場公開され、興行収入10億9,000万円、動員55万人（※宣伝発表・9月13日時点）を突破した。10月1日より Prime Video で見放題独占配信された[30]。

## 小説
- 『小説 機動戦士ガンダム ククルス・ドアンの島』、小説：竹内清人 / 原作：矢立肇・富野由悠季『機動戦士ガンダム』より、KADOKAWA〈カドカワコミックス・エース〉、2022年5月26日発行（同日発売[31]）。ISBN 978-4-04-112680-6

### 関連出版
- 安彦良和 マイ・バック・ページズ 『機動戦士ガンダム ククルス・ドアンの島』編（聞き手・石井誠、太田出版、2023年2月）ISBN 978-4-7783-1838-3
- 機動戦士ガンダム ククルス・ドアンの島 メカニック&ワールド（双葉社ムック、2023年2月）ISBN 978-4-575-46540-2

## 映像ソフト
- 『機動戦士ガンダム ククルス・ドアンの島』ブルーレイ劇場限定版（劇場にて2022年6月3日発売）
- 『機動戦士ガンダム ククルス・ドアンの島』ブルーレイ劇場通常版（劇場にて2022年6月3日発売）

## 評価
小形尚弘
本作でエグゼクティブプロデューサーを務めた小形尚弘は、特典映像以外で『THE ORIGIN』版のRX-78-02（MSとしてのガンダム、特にアムロ・レイ搭乗機）をしっかりと描いた作品はそれまでなかったと指摘している。小形は、自身がガンプラ世代であって令和の時代にRX-78が映像として動く衝撃はかなり大きかったと述べたうえで、昨今、ロボットを描くアニメーターの高齢化が問題になっており、比較的リソースのあるサンライズも、将来的に手描きを下支えする3Dの表現は欠かせないとして、本作のMS戦は3Dメインながら手描きのMSを加えたハイブリッド方式にしたことを明かし、MS戦の表現の可能性を広げられたとコメントしている。

## 商品化
- HG 1/144 RX-78-02 ガンダム (ククルス・ドアンの島版)
  - プレミアムバンダイ限定。2022年7月発送予定。
- HG 1/44 ドアン専用ザク
  - プレミアムバンダイ限定。2022年7月発送予定。
- GUNDAM FIX FIGURATION METAL COMPOSITE RX-78-02 ガンダム
  - 2022年11月発売予定。
- GUNDAM FIX FIGURATION METAL COMPOSITE ドアン専用ザク
  - 2022年12月発売予定。

## 関連項目

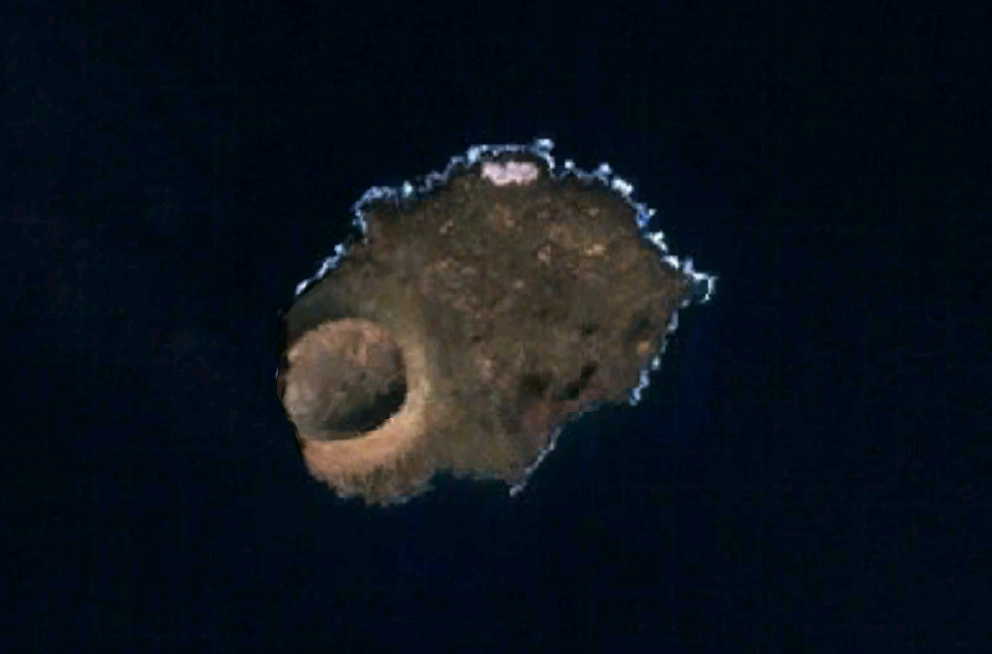
アレグランサ島の衛星画像